# Стюарт Баттерфілд
Даніель Стюарт Баттерфілд (англ. Daniel Stewart Butterfield; ім'я при народженні Дхарма Джеремі Баттерфілд, нар. 21 березня 1973 р., Лунд, Британська Колумбія, Канада) — канадський мільярдер бізнесмен, найвідоміший як співзасновник вебсайту Flickr та програми для обміну повідомленнями Slack.

## Ранні роки та освіта
Дхарма Джеремі Баттерфілд народився 21 юерезня 1973 році у місті Лунд, Британська Колумбія, у сім'ї Норми та Девіда Баттерфілдів. За перші п'ять років свого життя він ріс у будинку зі зрубу, не маючи постійного постачання води та електроенергії. Його сім'я жила у далекій комуні в Канаді після того, як його батько втік зі США, щоб уникнути відправки на В'єтнамську війну. Його сім'я переїхала до Вікторії, коли Баттерфілду було п'ять років. Ще дитиною, Дхарма Джеремі навчився кодувати. У 12 років змінив своє ім'я на Даніель Стюарт.
Баттерфілд закінчив St. Michaels University School у місті Вікторія, Британська Колумбія, під час навчання почав заробляти гроші на розробці вебсайтів. Він отримав ступінь бакалавра з філософії в Університеті Вікторії в 1996 році та отримав ступінь магістра з філософії Клер-коледжі, Кембридж у 1998 році.